# اصلاح ساقه هوایی

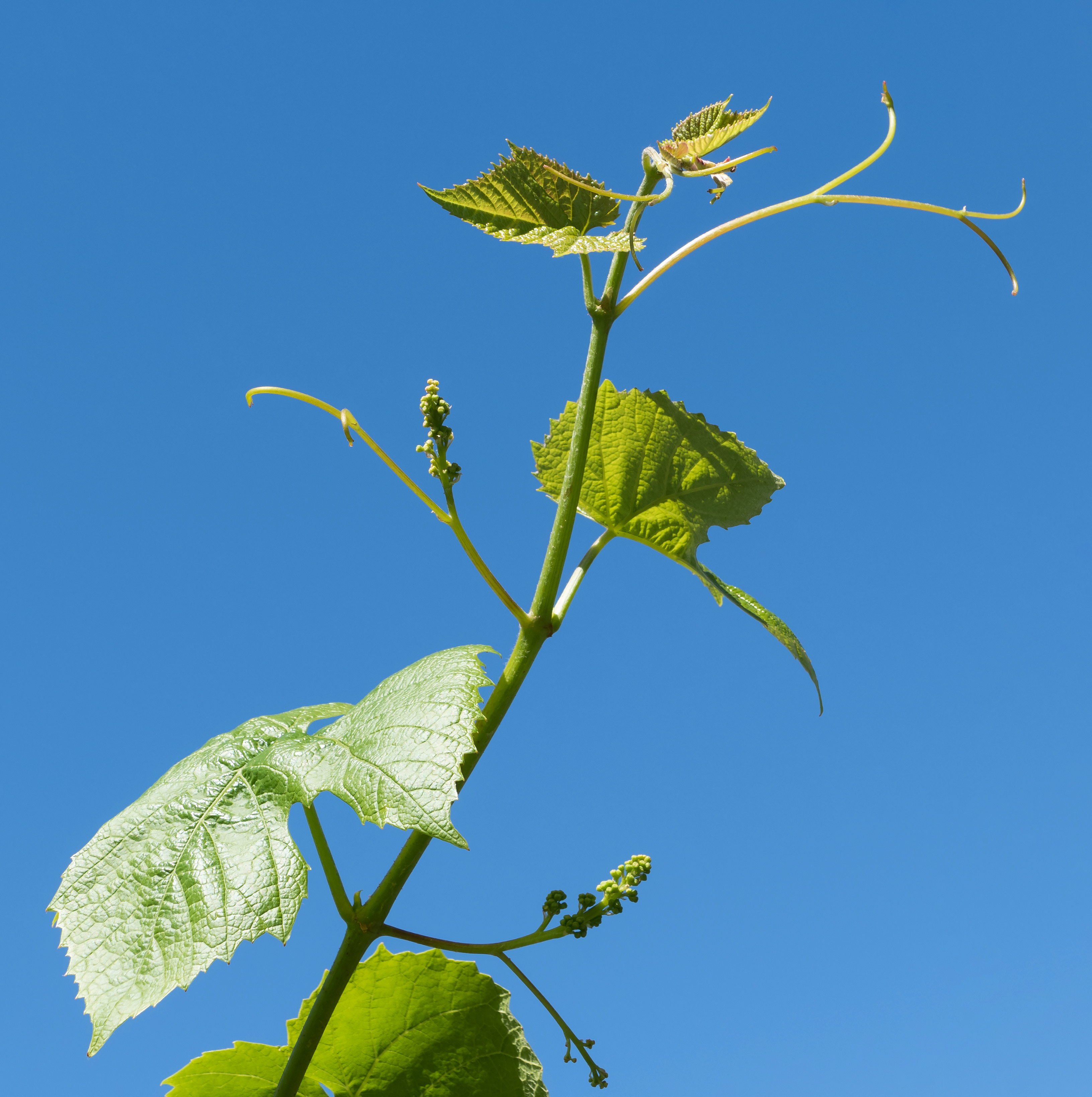
شاخه و برگ انگور.

اصلاح ساقه هوایی (انگلیسی: Aerial stem modification)، تغییراتی در ساقه‌های هوایی، جوانه‌های رویشی و جوانه‌های گل گیاهانی هستند که در شرایط مختلف رشد می‌کنند و عملکردهایی مانند بالا رفتن، حفاظت، حمایت، سنتز غذا یا تکثیر رویشی را انجام می‌دهند.
ساختارهای ساقه هوایی که برای انجام این عملکردهای خاص دستخوش تغییراتی می‌شوند عبارتند از ساقه‌پیچک، خار، قلاب، برگ‌جوانه، ساقه غده‌ای و پیازک. قسمت کمکی یا انتهایی سازه‌های اصلاح شده ماهیت ساقه آنها را نشان می‌دهد.

## ساقه‌پیچک‌ها

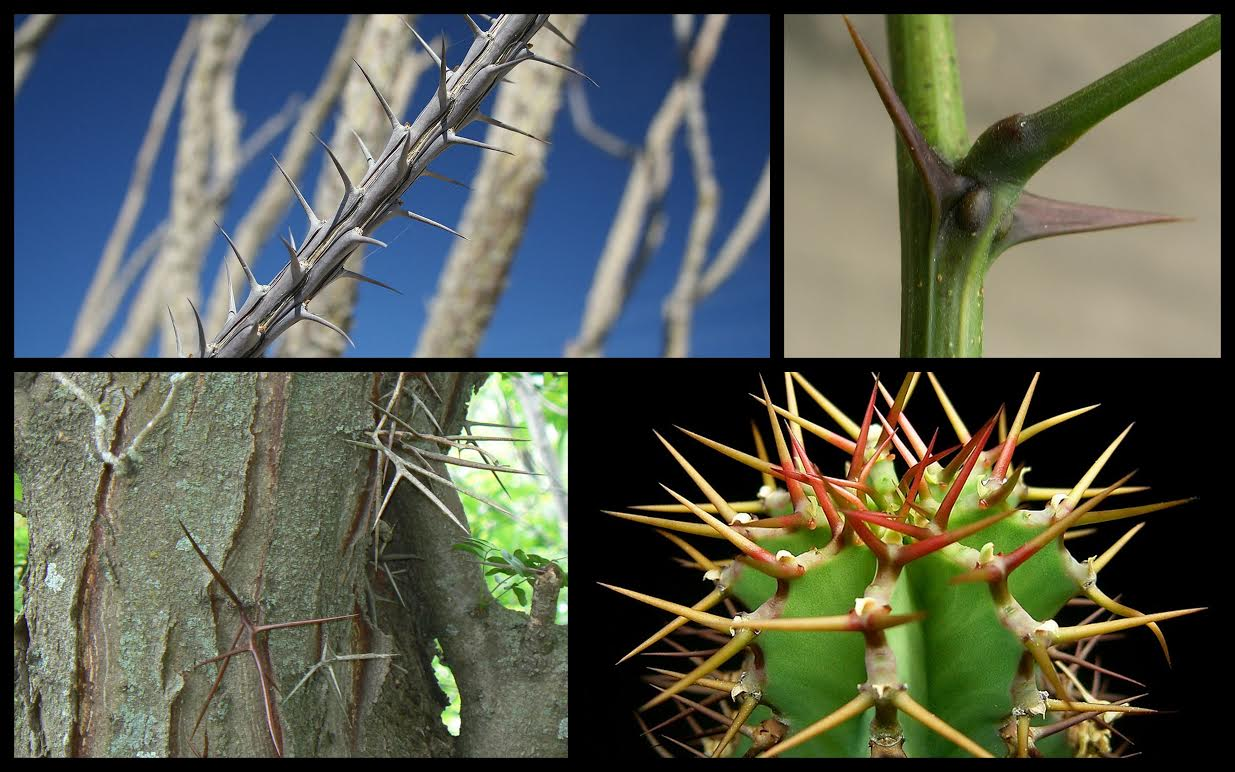
خارها

برخی از گیاهان ساقه ضعیف اندام‌های سیمی، پیچ‌خورده، حساس و ظریف را برای بالا رفتن تولید می‌کنند. به آنها ساقه‌پیچک می‌گویند. اینها ممکن است از جوانه زیر بغل یا جوانه انتهایی ساقه ایجاد شوند. در گل‌ساعتی، ساقه‌پیچک‌ها از جوانه زیر بغل رشد می‌کنند. در انگور و سیسوس کوادرانگولاریس (Cissus quadrangularis) جوانه انتهایی به ساقه‌پیچک تبدیل می‌شود.

## خار
اینها سازه‌های سخت، چوبی و نوک تیز هستند که برای محافظت در نظر گرفته شده‌اند. آنها دارای بافت آوندی هستند که ممکن است از جوانه‌های زیر بغل یا جوانه‌های انتهایی ایجاد شوند. آنها تعرق را با کاهش رشد رویشی کنترل می‌کنند.
در گل کاغذی، انار و دورانتا (Duranta) جوانه زیر بغل به خار تبدیل می‌شود. در دورانتا، خارها دارای برگ و گل هستند. در انار خارها دارای برگ و شاخه هستند. در کاریسا کارانداس (Carissa carandas) جوانه انتهایی یک جفت خار تولید می‌کند که در حفاظت کمک می‌کنند.

## پیازک‌ها

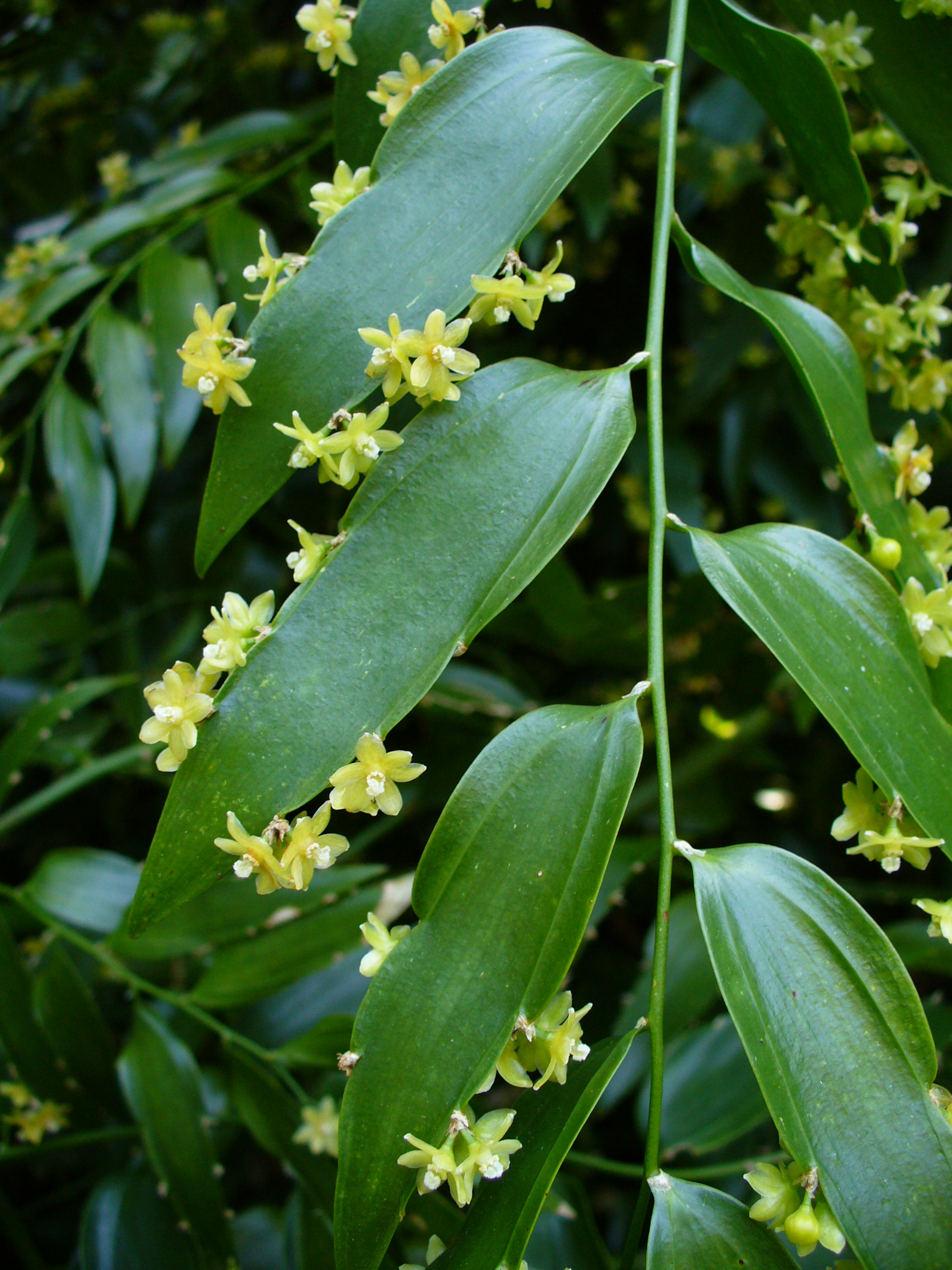
کلادود

زمانی که جوانه زیر بغل در اثر نگهداری غذا گوشتی و گرد می‌شود به آن پیازک می‌گویند. از گیاه جدا می‌شود، روی زمین می‌افتد و به گیاه جدیدی تبدیل می‌شود. برای نمونه، تمیس در محور قرار دارد (فضای بین برگ و ساقه).

## کلادود
اینها شاخه‌های سبز با رشد محدود (معمولاً یک میان‌گره) هستند که وظایف فتوسنتز را بر عهده گرفته‌اند. برگ‌های واقعی به فلس یا خار کاهش می‌یابد، برای نمونه، مارچوبه.